# Caffrolix pselloporos
Caffrolix pselloporos är en insektsart som beskrevs av Davies 1988. Caffrolix pselloporos ingår i släktet Caffrolix och familjen dvärgstritar. Inga underarter finns listade i Catalogue of Life.